# Список глав Турции
Список глав Турции включает в себя таковых с момента создания в 1921 году в ходе войны за независимость Турецкого государства и в последующий период Турецкой Республики.
В период с 1950 года по 9 июля 2018 года должность Президента Турецкой Республики (тур. Türkiye Cumhuriyeti Cumhurbaşkanı) являлась в основном церемониальной, при этом президент представлял страну и символизировал единство турецкой нации, обеспечивал исполнение Конституции и гармоничное взаимодействие других государственных органов. На состоявшемся в 2017 году референдуме были одобрены 18 поправок к Конституции Турции, которые в том числе предусматривали переход от парламентской формы правления к президентской республике и отмену должности премьер-министра, с прямым подчинением правительства президенту республики. Статьи от 101 до 106 Конституции устанавливают требования к кандидатам, порядок избрания, обязанности и ответственность президента. Ранее президент избирался членами турецкого парламента; после внесения в 2007 году поправки в Конституцию — избирается гражданами путём прямого голосования (первые прямые выборы состоялись в 2014 году). Президент имеет возможность активно участвовать в законодательной деятельности: направлять принятые парламентом законопроекты на повторное рассмотрение, вносить законопроекты на обсуждение, инициировать референдум по изменению Конституции, издавать указы (которые в установленных Конституцией случаях должны быть подтверждены премьер-министром страны и соответствующим министром). Президент может быть отрешён от должности за государственную измену по предложению не менее 1/3 от общего числа членов парламента, и по решению не менее 3/4 от их общего числа членов.
Использованная в первом столбце таблиц нумерация является условной; также условным является использование в первом столбце цветовой заливки, служащей для упрощения восприятия принадлежности лиц к различным политическим силам без необходимости обращения к столбцу, отражающему партийную принадлежность. Наряду с партийной принадлежностью, в столбце «Партия» также отражён беспартийный статус персоналий. В столбце «Выборы» отражены состоявшиеся выборные процедуры, сформировавшие состав парламента, избравший президента, а после 2014 года — прямые президентские выборы. Для удобства список разделён на принятые в историографии периоды истории страны.

## Турецкое государство (1921—1923)
После завершения Первой мировой войны, последующей оккупации Константинополя (ноябрь 1918 года) войсками Антанты и роспуска оттоманского парламента (16 марта 1920 года) возглавивший национально-революционное движение и войну за независимость в Анатолии Мустафа Кемаль созвал в Ангоре Великое Национальное Собрание Турции (ВНСТ), первое заседание которого открылось 23 апреля 1920 года. Сам Кемаль был избран председателем парламента и первым главой правительства Великого Национального Собрания, которое тогда не признавалось ни одной из держав. Первая турецкая Конституция была принята ВНСТ 20 января 1921 года, делегировав все законодательные и исполнительные прерогативы самому ВНСТ, а по его усмотрению — образованному правительству. В соответствии с вступившей в силу 7 февраля конституцией на подконтрольных парламенту территориях было образовано Турецкое государство (тур. تورکیه دولت).
1 ноября 1922 года ВНСТ приняло закон о разделении султаната и халифата, при этом султанат упразднялся. 17 ноября 1922 года низложенный султан Мехмед VI, остававшийся халифом, покинул Константинополь на борту британского линкора, через день после этого ВНСТ лишило его последнего титула и избрало халифом Абдул-Меджида II. После подписания 24 июля 1923 года Лозаннского мирного договора и международного признания Великого Национального Собрания Турции, 29 октября 1923 года было провозглашено создание Турецкой Республики, первым президентом которой был избран председатель ВНСТ Мустафа Кемаль.
|        | Портрет | Имя (годы жизни)                                             | Полномочия             | Полномочия             | Партия       | Наименование должности                                                                      | Пр.         |
| Начало | Портрет | Имя (годы жизни)                                             | Окончание              |                        | Партия       | Наименование должности                                                                      | Пр.         |
| ------ | ------- | ------------------------------------------------------------ | ---------------------- | ---------------------- | ------------ | ------------------------------------------------------------------------------------------- | ----------- |
| —      |         | Мустафа Кемаль (1881—1938) тур. Mustafa Kemal                | 7 февраля 1921         | 11 августа 1923        | военный      | Председатель Великого национального собрания Турции тур. Türkiye Büyük Millet Meclisi Reisi | [ 7 ] [ 8 ] |
| и. о.  |         | Абдуррахман Шереф-бей (1853—1925) тур. Abdürrahman Şeref Bey | 11 августа 1923 (часы) | 11 августа 1923 (часы) | беспартийный | Председатель Великого национального собрания Турции тур. Türkiye Büyük Millet Meclisi Reisi | [ 9 ]       |
| и. о.  |         | Али Фуад-паша (1882—1968) тур. Ali Fuad Paşa                 | 11 августа 1923        | 13 августа 1923        | военный      | Председатель Великого национального собрания Турции тур. Türkiye Büyük Millet Meclisi Reisi | [ 10 ]      |
| —      |         | Мустафа Кемаль (1881—1938) тур. Mustafa Kemal                | 13 августа 1923        | 29 октября 1923        | военный      | Председатель Великого национального собрания Турции тур. Türkiye Büyük Millet Meclisi Reisi | [ 7 ] [ 8 ] |

## Турецкая Республика (с 1923)
После подписания 24 июля 1923 года Лозаннского мирного договора и международного признания Великого Национального Собрания Турции, 29 октября 1923 года было провозглашено создание Турецкой Республики (тур. تورکیه جمهوریتی), являвшейся преемницей Османской империи; в тот же день её президентом был избран председатель Великого Национального собрания Мустафа Кемаль-паша. 3 марта 1924 года был окончательно ликвидирован Османский халифат.
Курсивом и серым цветом выделены даты начала и окончания полномочий Ибрахима Шевки Атасагуна, временно замещавшего Джемаля Гюрселя, являвшегося недееспособным из-за болезни.
|            | Портрет              | Имя (годы жизни) | Полномочия       | Полномочия       | Партия                                            | Выборы         | Пр.                  |
| Начало     | Портрет              | Имя (годы жизни) | Окончание        |                  | Партия                                            | Выборы         | Пр.                  |
| ---------- | -------------------- | --- | ---------------- | ---------------- | ------------------------------------------------- | -------------- | -------------------- |
| 1 (I—IV)   |                      | Мустафа Кемаль (1881—1938) тур. Mustafa Kemal с 24 ноября 1934 года — Мустафа Кемаль Ататюрк тур. Mustafa Kemal Atatürk | 29 октября 1923  | 1 ноября 1927    | Народная партия → Республиканская народная партия | 1923           | [ 7 ] [ 8 ] [ 12 ]   |
| 1 (I—IV)   | 1 ноября 1927        | Мустафа Кемаль (1881—1938) тур. Mustafa Kemal с 24 ноября 1934 года — Мустафа Кемаль Ататюрк тур. Mustafa Kemal Atatürk | 4 мая 1931       | 1927             | Народная партия → Республиканская народная партия |                | [ 7 ] [ 8 ] [ 12 ]   |
| 1 (I—IV)   | 4 мая 1931           | Мустафа Кемаль (1881—1938) тур. Mustafa Kemal с 24 ноября 1934 года — Мустафа Кемаль Ататюрк тур. Mustafa Kemal Atatürk | 1 марта 1935     | 1931             | Народная партия → Республиканская народная партия |                | [ 7 ] [ 8 ] [ 12 ]   |
| 1 (I—IV)   | 1 марта 1935         | Мустафа Кемаль (1881—1938) тур. Mustafa Kemal с 24 ноября 1934 года — Мустафа Кемаль Ататюрк тур. Mustafa Kemal Atatürk | 10 ноября 1938   | 1935             | Народная партия → Республиканская народная партия |                | [ 7 ] [ 8 ] [ 12 ]   |
| и. о.      |                      | Мустафа Абдюльхалик Ренда (1881—1957) тур. Mustafa Abdülhalik Renda                                                     | 10 ноября 1938   | 1935             | Народная партия → Республиканская народная партия | 11 ноября 1938 | [ 13 ] [ 14 ]        |
| 2 (I—IV)   |                      | Исмет Инёню (1884—1973) тур. İsmet İnönü                                                                                | 11 ноября 1938   | 3 апреля 1939    | Народная партия → Республиканская народная партия | 1938           | [ 15 ] [ 16 ]        |
| 2 (I—IV)   | 3 апреля 1939        | Исмет Инёню (1884—1973) тур. İsmet İnönü                                                                                | 8 марта 1943     | 1939             | Народная партия → Республиканская народная партия |                | [ 15 ] [ 16 ]        |
| 2 (I—IV)   | 8 марта 1943         | Исмет Инёню (1884—1973) тур. İsmet İnönü                                                                                | 5 августа 1946   | 1943             | Народная партия → Республиканская народная партия |                | [ 15 ] [ 16 ]        |
| 2 (I—IV)   | 5 августа 1946       | Исмет Инёню (1884—1973) тур. İsmet İnönü                                                                                | 22 мая 1950      | 1946             | Народная партия → Республиканская народная партия |                | [ 15 ] [ 16 ]        |
| 3 (I—III)  |                      | Махмуд Джеляль Баяр (1883—1986) тур. Mahmut Celâl Bayar                                                                 | 22 мая 1950      | 14 мая 1954      | Демократическая партия                            | 1950           | [ 17 ] [ 18 ] [ 19 ] |
| 3 (I—III)  | 14 мая 1954          | Махмуд Джеляль Баяр (1883—1986) тур. Mahmut Celâl Bayar                                                                 | 1 ноября 1957    | 1954             | Демократическая партия                            |                | [ 17 ] [ 18 ] [ 19 ] |
| 3 (I—III)  | 1 ноября 1957        | Махмуд Джеляль Баяр (1883—1986) тур. Mahmut Celâl Bayar                                                                 | 27 мая 1960      | 1957             | Демократическая партия                            |                | [ 17 ] [ 18 ] [ 19 ] |
| —          |                      | Джемаль Гюрсель (1895—1966) тур. Cemal Gürsel                                                                           | 27 мая 1960      | 28 мая 1960      | военный                                           | [ комм. 8 ]    | [ 20 ] [ 21 ]        |
| —          | 28 мая 1960          | Джемаль Гюрсель (1895—1966) тур. Cemal Gürsel                                                                           | 26 октября 1961  | [ комм. 9 ]      | военный                                           |                | [ 20 ] [ 21 ]        |
| 4          | 26 октября 1961      | Джемаль Гюрсель (1895—1966) тур. Cemal Gürsel                                                                           | 28 марта 1966    | беспартийный     | 1961                                              |                | [ 20 ] [ 21 ]        |
| и. о.      |                      | Ибрахим Шевки Атасагун (1899—1984) тур. İbrahim Şevki Atasagun                                                          | 2 февраля 1966   | беспартийный     | 1961                                              | 28 марта 1966  | [ 22 ] [ 23 ]        |
| и. о.      | 28 марта 1966 (часы) | Ибрахим Шевки Атасагун (1899—1984) тур. İbrahim Şevki Atasagun                                                          |                  | беспартийный     | 1961                                              |                | [ 22 ] [ 23 ]        |
| 5          |                      | Джевдет Сунай (1899—1982) тур. Cevdet Sunay                                                                             | 28 марта 1966    | беспартийный     | 28 марта 1973                                     | 1966           | [ 24 ] [ 25 ] [ 26 ] |
| и. о.      |                      | Мехмет Текин Арыбурун (1905—1993) тур. Mehmet Tekin Arıburun                                                            | 28 марта 1973    | 6 апреля 1973    | Партия справедливости                             | 1966           | [ 27 ] [ 28 ]        |
| 6          |                      | Фахри Сабит Корутюрк (1903—1987) тур. Fahri Sabit Korutürk                                                              | 6 апреля 1973    | 6 апреля 1980    | беспартийный                                      | 1973           | [ 29 ] [ 30 ]        |
| и. о.      |                      | Ихсан Сабри Чаглаянгил (1908—1993) тур. İhsan Sabri Çağlayangil                                                         | 6 апреля 1980    | 12 сентября 1980 | Партия справедливости                             | 1973           | [ 31 ] [ 32 ]        |
| —          |                      | Ахмет Кенан Эврен (1917—2015) тур. Ahmet Kenan Evren                                                                    | 12 сентября 1980 | 9 ноября 1982    | военный                                           | [ комм. 12 ]   | [ 33 ] [ 34 ]        |
| 7          | 9 ноября 1982        | Ахмет Кенан Эврен (1917—2015) тур. Ahmet Kenan Evren                                                                    | 9 ноября 1989    | беспартийный     | 1982                                              |                | [ 33 ] [ 34 ]        |
| 8          |                      | Халиль Тургут Озал (1927—1993) тур. Halil Turgut Özal                                                                   | 9 ноября 1989    | 17 апреля 1993   | Партия Отечества                                  | 1989           | [ 35 ] [ 36 ] [ 37 ] |
| и. о.      |                      | Ахмет Хюсаметтин Джиндорук (1933—) тур. Ahmet Hüsamettin Cindoruk                                                       | 17 апреля 1993   | 16 мая 1993      | Партия верного пути                               | 1989           | [ 38 ] [ 39 ]        |
| 9          |                      | Сами Сюлейман Гюндогду Демирель (1924—2015) тур. Sami Süleyman Gündoğdu Demirel                                         | 16 мая 1993      | 16 мая 2000      | Партия верного пути                               | 1993           | [ 40 ] [ 41 ]        |
| 10         |                      | Ахмет Недждет Сезер (1941—) тур. Ahmet Necdet Sezer                                                                     | 16 мая 2000      | 28 августа 2007  | беспартийный                                      | 2000           | [ 42 ] [ 43 ] [ 44 ] |
| 11         |                      | Абдуллах Гюль (1950—) тур. Abdullah Gül                                                                                 | 28 августа 2007  | 28 августа 2014  | Партия справедливости и развития                  | 2007           | [ 45 ] [ 46 ] [ 47 ] |
| 12 (I—III) |                      | Реджеп Тайип Эрдоган (1954—) тур. Recep Tayyip Erdoğan                                                                  | 28 августа 2014  | 24 июня 2018     | Партия справедливости и развития                  | 2014           | [ 48 ] [ 49 ] [ 50 ] |
| 12 (I—III) | 24 июня 2018         | Реджеп Тайип Эрдоган (1954—) тур. Recep Tayyip Erdoğan                                                                  | 3 июня 2023      | 2018             | Партия справедливости и развития                  |                | [ 48 ] [ 49 ] [ 50 ] |
| 12 (I—III) | 3 июня 2023          | Реджеп Тайип Эрдоган (1954—) тур. Recep Tayyip Erdoğan                                                                  | действующий      | 2023             | Партия справедливости и развития                  |                | [ 48 ] [ 49 ] [ 50 ] |